# 第一代薩福克公爵威廉·德拉波爾
威廉·德拉波爾（英語：William de la Pole，1396年10月16日—1450年5月2日），第一代薩福克公爵，1447年至1450年擔任海軍大臣。绰号杰克纳佩斯，是百年战争期间的英格兰大亨、政治家和军事指挥官。他成了软弱的英格兰国王亨利六世的宠儿，因此成为英国政府的领导人物，他与当时许多王室政府的失败特别是在英法战争中的失败联系在一起。萨福克也出现在莎士比亚的《亨利六世》第一和第二部分中。
他参加了百年战争，参加了亨利五世的战役，然后继续为亨利六世在法国服役。他是包围奥尔良失败的英格兰指挥官之一。他支持通过外交而不是军事手段解决法国日益恶化的局势，这一立场后来与亨利六世产生了良好的共鸣。
萨福克成为政府中的主导人物，在这一时期的主要政策中处于领先地位。他在组织《图尔条约》（1444年）中发挥了核心作用，并安排国王与安茹的玛格丽特结婚。萨福克政治生涯结束时，他被许多人指控行政失当，被迫流亡。途中，他被一群愤怒的暴徒抓住，接受模拟审判，并被斩首。
他的财产被没收归王室所有，但后来归他独生子约翰所有。他的政治继任者是萨默塞特公爵。
1430年，威廉·德拉波爾和傑弗里·喬叟的孫女愛麗絲·喬叟結婚，兩人的獨子約翰·德拉波爾於1442年出生，是第二代薩福克公爵。

## 生平

德拉波尔的纹章：三只豹子的脸之间的蔚蓝色

威廉·德拉波尔出生于萨福克郡科顿，是第二代萨福克伯爵迈克尔·德拉波尔的次子，是其妻凯瑟琳·德斯塔福德所生，她是休·德斯塔福德和菲利帕·德博尚的女儿。
他几乎一直参与法国的战争，在阿夫勒尔围城战（1415年）期间受了重伤，他的父亲死于痢疾。同年晚些时候，他的哥哥第三代萨福克第三伯爵迈克尔在阿让库尔战役中阵亡，威廉继任第四代伯爵。他曾在亨利五世统治时期的所有后期法国战役中服役，尽管他年轻，但在1421年至1422年的诺曼底行军中担任最高统帅。
1423年，他在香槟与索尔斯伯里伯爵托马斯会合。1424年8月17日，他在贝德福德公爵约翰的领导下参加了韋納伊戰役，在接下来的四年中，他一直是索尔斯伯里指挥战斗的主要中尉。索尔斯伯里死后，他在奥尔良之围（1429年）中成为英军的共同统帅。
1429年，圣女贞德解救了这座城市，他成功撤退到了雅尔若，并在那里于6月12日被迫投降。他被一位名叫吉约姆·雷诺的法国乡绅俘虏。伯爵钦佩这位年轻士兵的勇敢，决定在投降前封他为骑士。这一授爵在法国历史和文学中一直很有名，作家大仲马也曾讲述过。他被法国国王夏尔七世囚禁了2年，在连续14年的战场服役后，于1431年被赎回。
1434年回到英格兰后，他被任命为沃林福德城堡的治安官。他成了枢机主教亨利·博福特的朝臣和亲密盟友。尽管阿拉斯会议在外交上失败了，但枢机主教的权威依然强大，萨福克的影响力也越来越大。
他在这一时期最显著的成就是在1444年谈判亨利六世国王与安茹的玛格丽特的婚姻，尽管最初他并不情愿，但最终达成了这一协议，并包括两年的休战。这使他从萨福克伯爵晋升为侯爵。然而，协议中加入了一项秘密条款，将曼恩和安茹归还法国，这导致了他的垮台。
1447年，格洛斯特公爵汉弗莱（因叛国罪被捕后不久）和枢机主教博福特去世，萨福克成为软弱顺从的亨利六世王位背后的主要权臣。不久，他被任命为侍从、英格兰海军上将和其他几个重要职位。他于1447年被封为彭布罗克伯爵，1448年被封为萨福克公爵。然而，萨福克被怀疑对汉弗莱之死负有责任，后来又被怀疑为叛徒。
7月16日，他在坎德威克街的玫瑰庄园秘密会见了迪努瓦伯爵让，这是他们在伦敦计划发起对法国的入侵的几次会面中的第一次。萨福克把会议纪要交给了奥尔良围城中的法国英雄迪努瓦。据传萨福克从未向迪努瓦支付过2万英镑的赎金。财政大臣拉尔夫·克伦威尔希望萨福克征收重税；公爵强大的敌人包括约翰·帕斯顿和约翰·法斯托夫爵士。许多人指责萨福克的随从在东盎格利亚无法无天。
在接下来的三年里，英格兰在法国北部（鲁昂、诺曼底等地）几乎完全丧失了属地。萨福克不可避免地要为这些失败承担责任，部分原因是曼恩和安茹因与亨利六世的婚姻谈判而失去。1449年11月，议会开会时，反对派通过迫使财政部长亚当·莫林斯辞职来显示其实力。
1450年1月9日，莫林斯在朴茨茅斯被水手谋杀。萨福克意识到对自己的攻击是不可避免的，他大胆地向议会中的敌人发起了挑战，诉诸他长期以来为公众服务的光荣记录。然而，他于1月28日被捕，被囚禁在伦敦塔，并在议会被下议院弹劾。
国王介入保护他的宠臣，他被判放逐五年，但在前往加来的途中，他的船被“塔上的尼古拉斯号”船拦截。萨福克被捕，接受模拟审判，并斩首处决。他后来在多佛附近的沙滩上被发现，尸体可能被带到萨福克的一座教堂，可能是温菲尔德。按照他的意愿，他被他的遗孀爱丽丝安葬在赫尔的卡图西修道院里，而不是像人们常说的那样，安葬在温菲尔德的教堂里。修道院由他的祖父第一代萨福克伯爵于1377年建立，1539年解散，大部分原有建筑在1642年和1643年的内战中两次赫尔围城后都没有幸存下来。

## 婚姻和后代
萨福克于1430年11月11日（许可证日期）与爱丽丝·乔叟（1404-1475）（作为她的第三任丈夫）结婚，她是牛津郡埃维尔姆的托马斯·乔叟的女儿，也是著名诗人杰弗里·乔叟及其妻子菲利帕·罗特的孙女。1437年，亨利六世授权这对夫妇在埃维尔姆为13名穷人建立了一个圣堂和救济院，他们在埃维尔姆、白金汉郡、汉普郡和威尔特郡都获得了土地；慈善信托一直延续到今天。

萨福克唯一已知的合法儿子约翰于1463年成为第二代萨福克公爵。萨福克还生了一个私生女简·德拉波尔。据说她的母亲曾是修女，叫马琳·德凯。
投降（1429年6月12日向圣女贞德的法国-苏格兰军队投降）前夜，他与一名从事神圣职业的剃了发的修女躺在床上，修女的名字是马琳·德凯，他通过修女有了一个女儿，这个女儿现在与牛津郡的斯托纳德结婚了。
简·德拉波尔（1494年2月28日去世）于1450年前与来自牛津郡派顿的斯托诺的托马斯·斯托诺（1423-1474）结婚。他们的儿子威廉·斯托诺下級勳位爵士娶了蒙塔古侯爵约翰的女儿安妮·内维尔，并育有两个孩子：约翰·内维尔，娶了赫里福德庞斯本的约翰·福茨克爵士的女儿玛丽·福茨克，但死后无嗣；安妮·斯托诺嫁给了阿德里安·福特斯克爵士，他在马刺战役中表现出色；他于1539年被斩首。
托马斯·斯托诺和简·德拉波尔的另外两个儿子是爱德华和托马斯。托马斯·斯托纳与大卫·布雷克诺克爵士的女儿萨维拉结婚。他的玄孙托马斯·斯托纳（1626年12月18日—1683年9月2日）于1651年与伊丽莎白·内维尔（1641年出生）结婚，伊丽莎白是亨利·伯加文尼勋爵和他的第二任妻子凯瑟琳·沃克斯的女儿，凯瑟琳是乔治·沃克斯的女儿，哈罗登的爱德华·沃克斯勋爵的姐姐。托马斯的儿子约翰·斯托纳（1654年3月22日—1689年11月19日）于1675年7月8日与玛丽·塔尔博特女领主结婚，她是什鲁斯伯里伯爵弗朗西斯和其妻、约翰·康耶斯爵士的女儿简·康耶斯的女儿。
| 名字                                                                         | 出生                                                                         | 去世                                                                         | 备注                                                                         |
| 由1430年11月11日所娶的埃维尔姆的托马斯·乔叟的女儿爱丽丝（1404年—1475年）所生 | 由1430年11月11日所娶的埃维尔姆的托马斯·乔叟的女儿爱丽丝（1404年—1475年）所生 | 由1430年11月11日所娶的埃维尔姆的托马斯·乔叟的女儿爱丽丝（1404年—1475年）所生 | 由1430年11月11日所娶的埃维尔姆的托马斯·乔叟的女儿爱丽丝（1404年—1475年）所生 |
| ---------------------------------------------------------------------------- | ---------------------------------------------------------------------------- | ---------------------------------------------------------------------------- | ---------------------------------------------------------------------------- |
| 第二代萨福克公爵约翰·德拉波尔                                                | 1442年9月27日                                                                | 1492年                                                                       | 先娶玛格丽特·博福特女领主（无子女），再娶约克的伊丽莎白（有子女）            |
| 修女和情妇马琳·德凯所生                                                      |                                                                              |                                                                              |                                                                              |
| 简·德拉波尔                                                                  | 约1430年3月                                                                  | 1494年2月28日                                                                | 嫁托马斯·斯托诺                                                              |

## 绰号

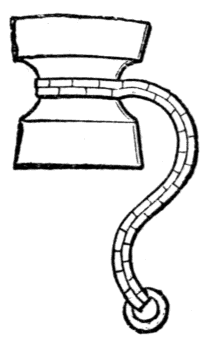
萨福克徽章：猿的木屐，银色链着金色

萨福克的绰号“Jackanapes”来自“那不勒斯的杰克”，这是当时猴子的俚语名称。这可能是因为他的纹章徽章上有一个“猿猴木屐”，即拴在一只宠物猴上以防它逃跑的木块。由于人们普遍认为萨福克是暴发户，因此“Jackanapes”一词后来被理解为一个无礼或自负的人；他的曾祖父是赫尔的一位羊毛商人。

## 文学形象
- 萨福克是两部莎士比亚戏剧中的主要人物。《亨利六世》第1部分描述了他对亨利和玛格丽特婚姻的谈判。莎士比亚的版本中萨福克爱上了玛格丽特。他谈判婚姻，以便他和她能彼此亲近。第2部分描述了他的耻辱和死亡。莎士比亚违背历史记录，写作亨利以萨福克同谋谋杀格洛斯特公爵汉弗莱的罪名将其放逐。萨福克被一个名叫沃尔特·惠特莫尔的海盗谋杀（实现了剧中早些时候的一个预言，宣称他将“死于水边”），玛格丽特后来带着他被砍下的头来到她的城堡，悲痛不已。
- 他的遭到谋杀是英国传统民谣“六位公爵钓鱼”（Roud#78）的主题。
- 萨福克是苏珊·库兰的历史小说《苍鹭的捕获》（1989）中的主人公。
- 他在玛格丽特·弗雷泽的十七部弗雷维斯夫人侦探小说中扮演了一个角色，故事发生在14世纪40年代的英格兰。
- 萨福克是辛西娅·哈内特儿童历史小说《壁炉上的文字》（1971）中的一个重要人物。
- 萨福克是杰弗里·希尔的十四行诗《葬礼音乐》（首次发表于《站》杂志；收录于《大圆木》，安德烈·多伊奇，1968年）中的三位献身者之一。希尔在诗后的随笔中推测了他。
- 萨福克是康恩·伊古尔登的《玫瑰战争：风暴鸟》中的主要人物之一，该书讲述了百年战争的结束和玫瑰战争的开始。

### 传记
- Curran, Susan. . Norwich: Lasse Press. 2011. ISBN 978-0-9568758-0-8.
- Fryde, E.B. . St. Anthony's Press, Borthwick Institute of Historical Research. 1964. ISBN 978-0-900701-26-9.
- Griffiths, R.A. . University of California Press. 1981. ISBN 978-0-520-04372-5.
- Richardson, Douglas. Kimball G. Everingham , 编. . Baltimore, MD: Genealogical Publishing Co. 2004. ISBN 978-0-8063-1750-2.
- Watts, J. . Cambridge UP. 1996. ISBN 978-0-521-42039-6.
- Williams, E.T.; Nicholls, C.S. (编).  (8th supplement). Oxford University Press. 1981. ISBN 978-0-19-865207-6.

| 官衔                        | 官衔                                                  | 官衔                      |
| --------------------------- | ----------------------------------------------------- | ------------------------- |
| 前任： 第二代埃克塞特公爵   | 海军大臣 1447–1450                                    | 繼任： 第三代埃克塞特公爵 |
| 英格蘭貴族爵位              |                                                       |                           |
| 新頭銜                      | 萨福克公爵 (1448年设立) 1448年7月2日 – 1450年5月2日   | 繼任者： 约翰·德拉波尔    |
| 新頭銜                      | 萨福克侯爵 (1444年设立) 1444年9月14日 – 1450年5月2日  | 繼任者： 约翰·德拉波尔    |
| 前任者： 迈克尔·德拉波尔    | 萨福克伯爵 (1385年设立) 1415年10月25日 – 1450年5月2日 | 繼任者： 约翰·德拉波尔    |
| 前任者： 格洛斯特公爵汉弗莱 | 彭布罗克伯爵 (1447年设立) 1447年2月23日 –1450年5月2日 | 没收                      |